# コーポレーション (プロレス)
ザ・コーポレーション（The Corporation）は、1990年代末にアメリカ合衆国のプロレス団体WWF（現・WWE）に存在したプロレスラーのユニット名である。
同団体のオーナーであるビンス・マクマホン自らが立ち上げ、体制側の権力ヒール・ユニットとして、ストーン・コールド・スティーブ・オースチンやマンカインド、D-ジェネレーションXと抗争を展開した。

## メンバー
- ビンス・マクマホン
- シェイン・マクマホン
- パット・パターソン
- ジェラルド・ブリスコ
- ショーン・マイケルズ
- サージェント・スローター
- ケイン
- テスト
- ザ・ロック
- ケン・シャムロック
- ビッグ・ボスマン
- ビッグ・ショー
- トリプルH
- チャイナ
- ミーン・ストリート・ポッセ

## 入場曲
- No Chance in Hell